# Sool
Sool é uma comuna da Suíça, no Cantão Glaris, com cerca de 303 habitantes. Estende-se por uma área de 13,26 km², de densidade populacional de 23 hab/km². Confina com as seguintes comunas: Engi, Ennenda, Mitlödi, Obstalden, Quarten (SG), Schwanden.
A língua oficial nesta comuna é o Alemão.

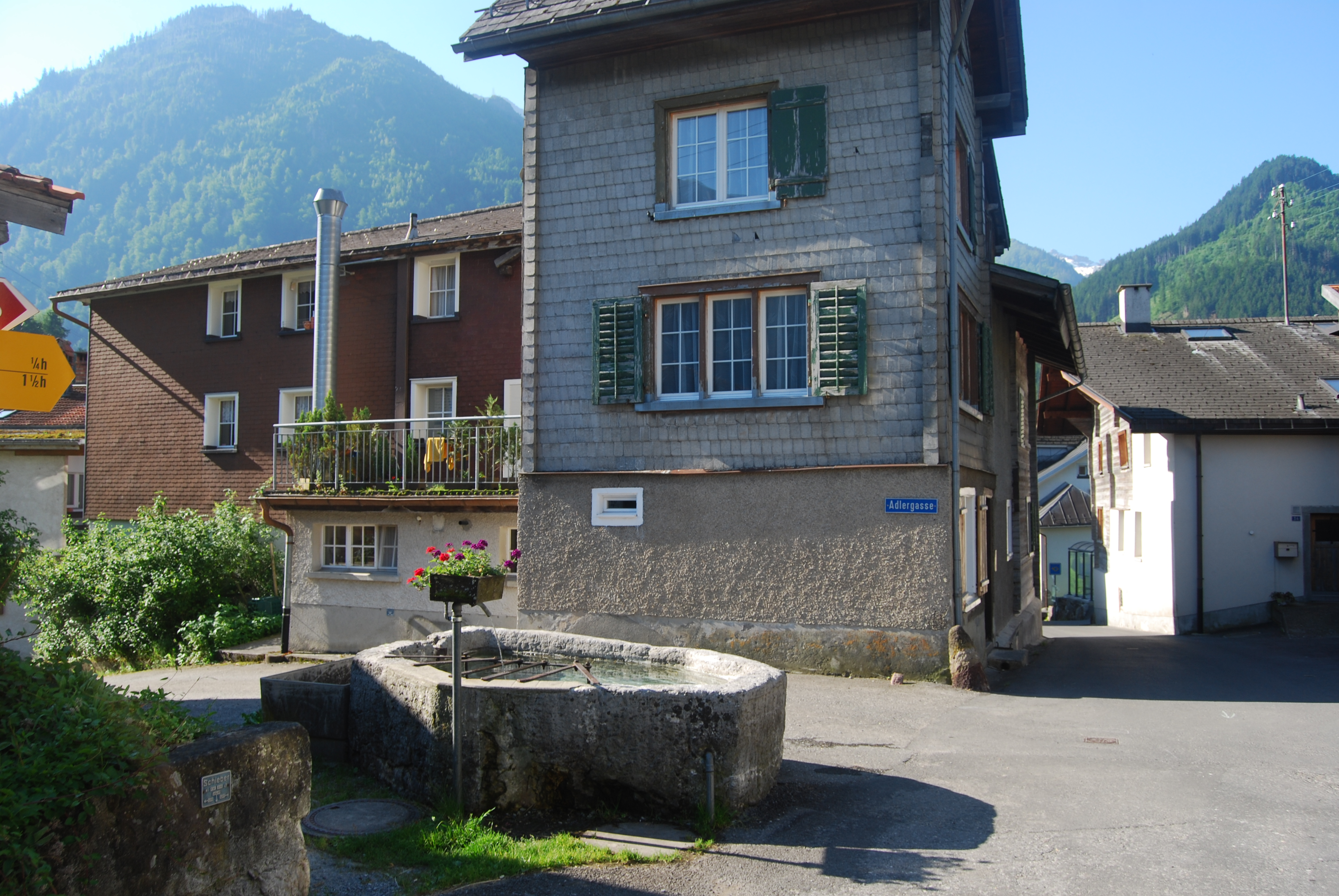
Sool.